# Städtische Gewerbeschule Detmold
Das Gebäude der ehemaligen Städtischen Gewerbeschule wurde in den Jahren 1899/1900 errichtet und beherbergt heute die Johannes-Brahms-Musikschule. Es ist seit dem 21. November 1994 mit der Nummer A465 in der Denkmalliste der Stadt Detmold, Kreis Lippe (Nordrhein-Westfalen) eingetragen.

## Geschichte
1846 wurde durch den Detmolder Gewerbeverein eine freiwillige Gewerbeschule gegründet. Die Eröffnung fand am 11. Januar 1846 statt, es waren 128 Schüler – Gesellen und Lehrlinge – gemeldet.
Es gab noch kein eigenes Gebäude, der Unterricht fand in den Räumen der Volksschule in der Schülerstraße statt. Den Vorgaben des Norddeutschen Bundes entsprechend, wurde die Schule 1873 in eine Städtische Pflichtgewerbeschule umgewandelt. Das neue Schulgebäude an der Woldemarstraße wurde in den Jahren 1899 bis 1900 nach den Plänen des Architekten Priester errichtet und 1901 bezogen. Der erste hauptamtliche Lehrer war ab 1903 beschäftigt. Bis 1914 war die obere Etage an die Tischler-Fachschule vermietet. Am 31. Juli 1919 war das zweite Lippische Fortbildungsgesetz verabschiedet worden, das eine Schulpflicht bis zum Alter von 18 Jahren vorsah. Daher erfolgte 1920 die Umwandlung in eine staatliche Berufsschule.
Bis 1938 waren die Stadt Detmold und das Land Lippe Träger der Schule, in dem Jahr wechselte die Trägerschaft zum Kreis Detmold mit staatlicher Aufsicht.
In den Kriegsjahren 1944/45 gab es eine Unterbrechung des Schulbetriebs, die Schule diente als Reservelazarett. Stetig anwachsende Schülerzahlen seit 1941 machten das Ausweichen in andere Gebäude erforderlich. Für das Jahr 1952 sind 3200 Schüler, 36 hauptamtliche und zwölf nebenamtliche Lehrkräfte angegeben. Ab 1954 erfolgte eine Reihe von Neubauten an einem anderen Standort, in welche die Berufsschule nach und nach umzog. Die Nachfolger der Städtischen Gewerbeschule sind heute das Dietrich-Bonhoeffer-Berufskolleg und das Felix-Fechenbach-Berufskolleg.
Seit 1979 ist das Gebäude Sitz der seit 1959 bestehenden kommunalen Johannes-Brahms-Musikschule. Im Jahr 2009 wurde die Musikschule umfassend saniert.

## Architektur
Der Schulbau ist ein unterkellerter, dreigeschossiger Massivbau aus Bruchstein, zur Straßenzeit ab dem ersten Obergeschoss aus roten Ziegeln. Die Walmdächer sind mit roten Muldenfalzziegeln eingedeckt. Unterhalb der Dachrinne läuft um das gesamte Gebäude ein Gesims auf Konsolen.
An der Traufenseite zur Woldemarstraße liegt zentral ein Rundbogenportal mit Oberlicht. Zu beiden Seiten stehen auf Konsolen Säulen mit verzierten Turmspitzen. Die Eichentür stammt aus der Bauzeit. Oberhalb der Tür drei schmale Fensterachsen, unterhalb der Dachkante ist ein das Wappen der Stadt Detmold aus Sandstein angebracht. Symmetrisch links und rechts des Eingangsbereichs zwei Risalite mit Zwerchhaus und Blendgiebel. In den Giebeln jeweils zwei Sandsteinreliefs mit Handwerkersymbolen. Auf den Giebeln befanden sich ursprünglich je zwei Turmspitzen, eine fehlt aber bereits seit längerer Zeit. Zwischen dem ersten und zweiten Obergeschoss sowie in den Zwerchhäusern dekorative Maueranker. Im Erdgeschoss Segmentbogenfenster aus Werkstein, im ersten Obergeschoss rechteckige Fenster mit Oberlicht, im zweiten Obergeschoss gekuppelte Segmentbogenoberlichter. Die vierachsigen Seitentrakte haben jeweils drei Schleppgauben.
Die schlichter gestaltete Rückseite besteht komplett aus unverputztem Bruchsteinmauerwerk mit neun Fensterachsen. Die mittleren drei davon in einem hervorgezogenen Querhaus mit Walmdach, das wiederum durch einen einachsigen Mittelrisaliten mit Staffelgiebel aufgelockert wird. Das Treppenhaus im rückwärtigen Gebäudeteil hat noch ein eisernes Treppengeländer aus der Bauzeit.

## Bilder

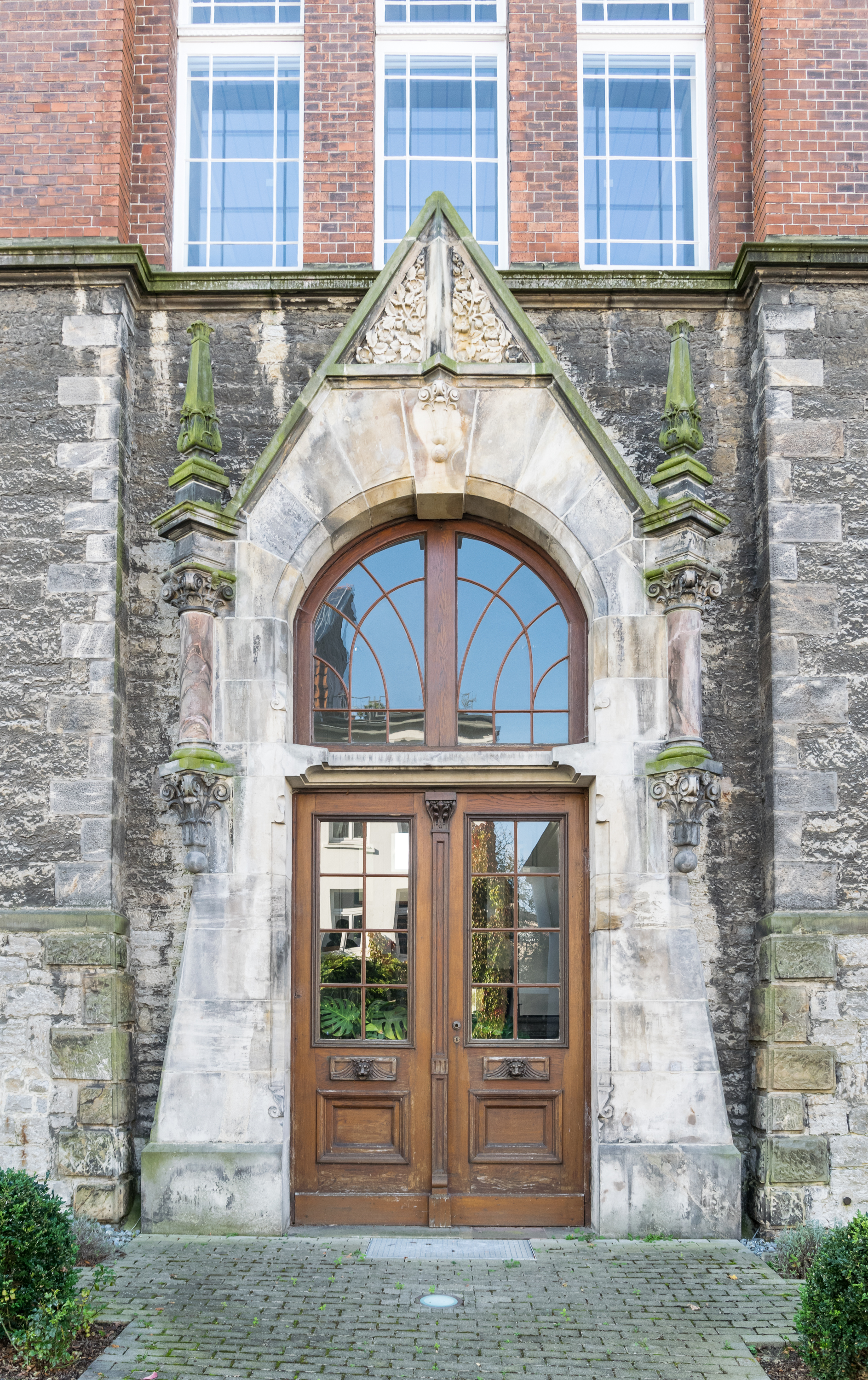
Eingangsportal
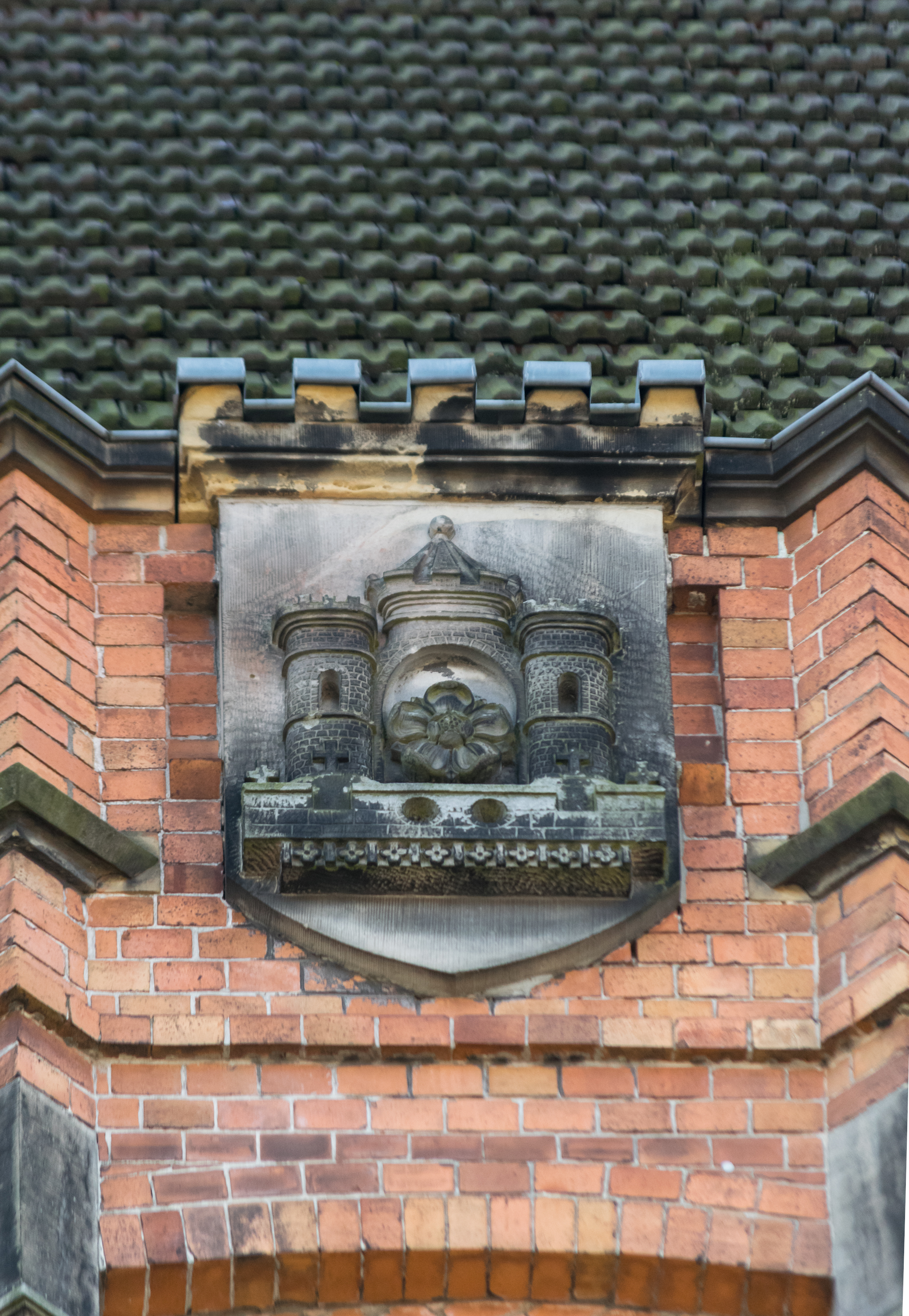
Stadtwappen
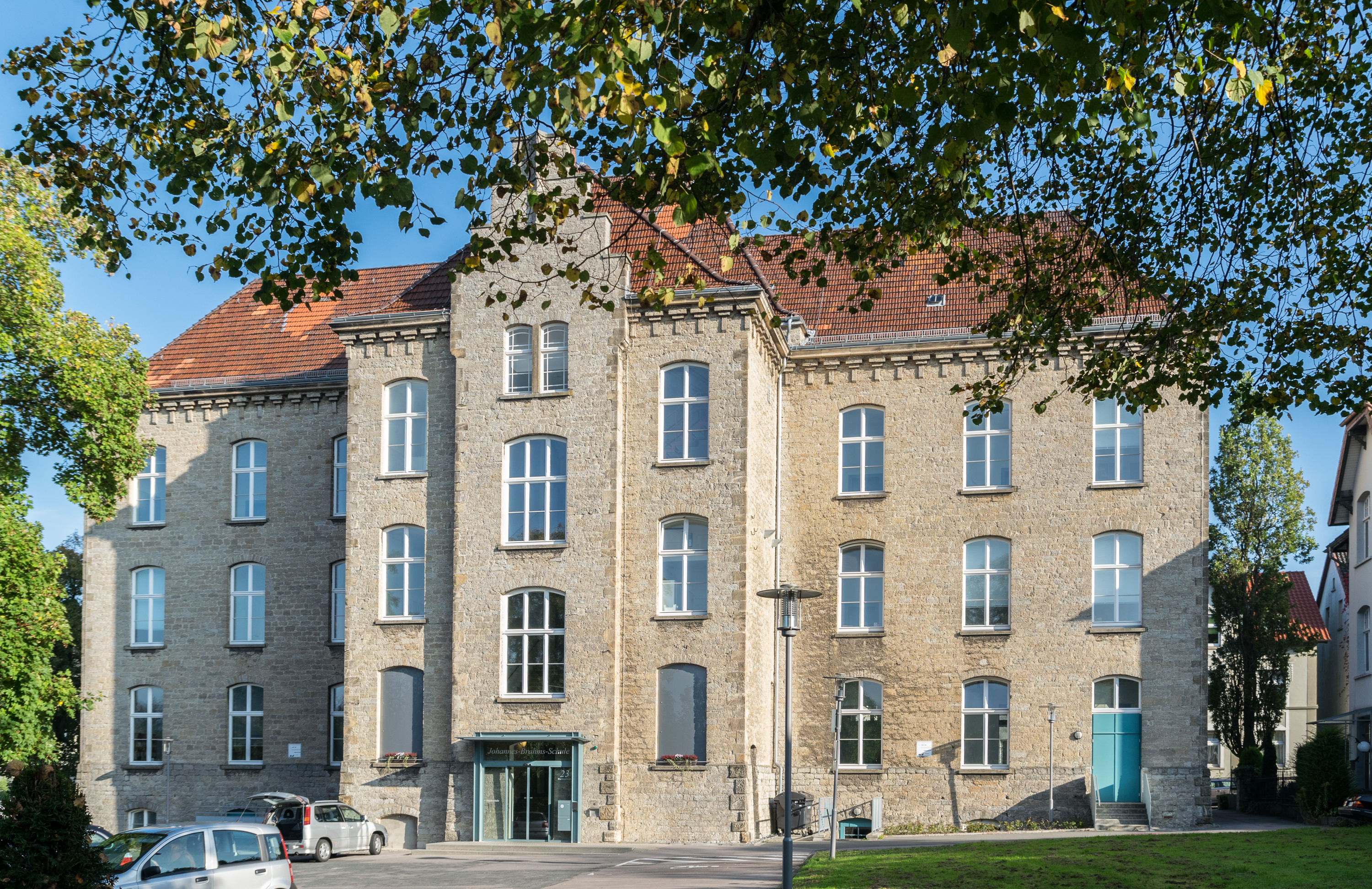
Gebäuderückseite